# 2099
2099 هي سنة قادمة في التقويم الميلادي ستكون سنة بسيطة تبدأ يوم الأربعاء وهي السنة 99 من الألفية الميلادية الثالثة وسنة من سنوات القرن الحادي والعشرين.